# July Morning
„July Morning“ (на български: „Юлско утро“) е песен от британската хардрок група „Юрая Хийп“.
Песента е издадена през 1971 година в албума Look at Yourself. Известна е и в България и Германия.
Дава (или взима!) името на празника Джулай Морнинг (също Джулай или Джулая) в България. „Джулая“ като неформална среща датира от 60-те години. Има слухове, че Кен Хенсли, е присъствал на него, и в резултат се появява July morning.

## Членове на записа
- Дейвид Байрън – вокал
- Кен Хенсли – клавир, китара, беквокали
- Мик Бокс – китара
- Пол Нютън – бас китара
- Иън Кларк – барабани
- Манфред Ман – синтезатор